# Plies
Plies, de son vrai nom Algernod Lanier Washington, né le 22 mai 1976 à Fort Myers en Floride, est un rappeur américain. Après avoir quitté ses études, il fonde le label Big Gates avec son beau-frère. Signé au label Slip-n-Slide Records entre 2007 et 2008, il publie trois albums. Plies se lance en 2007 avec The Real Testament qui contient les singles à succès Shawty et Hypnotized. Plies publie deux autres albums en 2008, Definition of Real et Da REAList, puis Goon Affiliated en 2010.

## Biographie

### Jeunesse et débuts
Plies est né Algernod Lanier Washington à Fort Myers en Floride et a grandi à East Dunbar. À la Fort Myers Senior High School, il joue attaquant et défenseur dans une équipe de football, et est nommé Best Dressed de sa classe. Il étudie à la Miami University et sous le nom de Nod Washington, joue dans l'équipe de football entre 1995 et 1997, puis est transféré à l'University of Central Florida avant de quitter ses études.
À la fin des années 1990, Plies et son beau-frère Ronnell Lawrence Lavatte, aussi connu sous le nom de Big Gates, fonde un label indépendant, Big Gates Records. Plies refuse initialement de rapper, mais Big Gates décide de garder le verset de Plies qu'il a effectué sur la chanson Tell Dem Krackers Dat. Big Gates et Plies font la promotion du single et voyage à plusieurs reprises à Miami, ce qui mène finalement Plies à signer un contrat avec le label Slip-n-Slide Records. La compagne de Plies, Brandy Lacole Lyons, donne naissance à son fils, Nijier Lanier Washington, à l'University Community Hospital de Tampa, en Floride, le 20 octobre 2003. Après sa signature au label Slip-n-Slide en 2004, Plies publie plusieurs mixtapes.

### The Real Testament(2007)
The Real Testament est publié en août 2007. Son premier single Shawty en featuring avec T-Pain atteint la première place des Billboard Hot Rap Tracks et la neuvième place du Hot 100. Hypnotized, le second single fait participer Akon et atteint la troisième place des classements Rap et la 14e place du Hot 100. Le troisième single s'intitule I Am the Club. Le 29 février 2008, l'album est certifié disque d'or par la Recording Industry Association of America (RIAA) avec plus de 500 000 exemplaires écoulés ; la RIAA fait de même cinq jours plus tard pour les singles Shawty et Hypnotized. Plies participe à I'm So Hood de DJ Khaled avec T-Pain, Trick Daddy et Rick Ross en 2007, qui atteint la 19e place du Hot 100.

### Definition of RealetDa REAList(2008)
Definition of Real, le second album de Plies, est publié en juin 2008, 10 mois après son premier album. Le premier single s'intitule Bust It Baby Pt. 2 en featuring avec Ne-Yo, qui atteint la deuxième place des Hot Rap Tracks et des Hot RnB/Hip-Hop Singles and Tracks, et la 7e place du Hot 100. L'album débute deuxième du Billboard 200, avec 214 000 exemplaires écoulés la première semaine. Le single suivant s'intitule Please Excuse My Hands en featuring avec Jamie Foxx et The-Dream,. Bust It Baby est certifié disque d'or par la RIAA le 17 septembre, pareil pour Definition of Real le 14 octobre. 
La même année, Plies publie son troisième album, Da REAList, en décembre 2008, six mois après la publication de son second album. Le premier single officiel extrait de l'album s'intitule Put It on Ya, en featuring avec Chris J. L'album débute 14e du Billboard 200 avec 114 000 exemplaires écoulés la première semaine. Le second single est Want It, Need It avec Ashanti, et le troisième est Plenty Money. Il participe au single de Ludacris Nasty Girl issu de l'album Theater of the Mind.

### Goon Affiliated(2009-2010)
Lors d'un entretien avec Plies et selon Slip-n-Slide Records, le rappeur annonce avoir terminé son quatrième album. Il le prévoit initialement pour le 16 février 2009, mais explique que la date de sortie dépendra du succès de son troisième album,. L'album, Goon Affiliated, est finalement publié le 8 juin 2010. Les deux premiers singles sont Becky et She Got It Made avec Bei Maejor. L'album débute 5e du Billboard 200, ce qui est meilleur succès que son précédent album.

### Purple Heart(depuis 2010)
Le 3 septembre 2010, Plies publie une mixtape intitulée You Need People Like Me qui contient une chanson intitulée Boosie dédiée au rappeur emprisonné Lil Boosie. Le 18 novembre, il publie une autre mixtape intitulée You Need People Like Me Pt. 2. Le 23 décembre 2010, il en publie une autre intitulée No Chaser.
En 2011, Plies publie deux autres mixtapes, I Fuck With The DJ et Aristotle. Le 3 mai 2011, Plies annonce son quatrième album intitulé Purple Heart. Le 22 septembre 2011, Plies publie le premier single promotionnel issu de Purple Heart intitulé Just (The Tip) qui fait participer Jeremih et Ludacris.
Le 24 février 2012, Plies publie la mixtape promotionnelle On Trial qui contient le second single promotionnel de son album Purple Heart, With You. Le 17 avril 2012, Plies publie le single We Are Trayvon dédié à Trayvon Martin dont les bénéfices seront reversés à la Trayvon Martin Foundation,. Le 16 juillet 2013, Plies publie le single promotionnel de Purple Heart intitulé F**king or What. Le 22 août 2013, il publie le clip officiel du single,. Le 3 septembre 2013, Plies publie Faithful avec Rico Love,.
Le 17 janvier 2014, Plies publie la mixtape Da Last Real Nigga Left,,. Le 13 novembre 2014, Plies publie sa mixtape Da Last Real Nigga Left 2,,. Le 11 février 2015, Plies publie le premier single de son cinquième album Purple Heart intitulé Find Yo qui fait participer K Camp et Lil Wayne. Le 29 avril 2015, Plies publie le second single de son cinquième album Purple Heart, Dayum!. Le 8 août 2015, Plies publie sa mixtape Ain't No Mixtape Bih,,.

## Discographie

### Albums studio
- 2007 : The Real Testament
- 2008 : Definition of Real
- 2008 : Da Realist
- 2010 : Goon Afilliated
- 2015 : Purple Earth

### Singles
- 2007 : Runnin My Momma Crazy
- 2007 : Shawty (feat. T-Pain)
- 2007 : Hypnotized (feat. Akon)
- 2008 : I Am The Club
- 2008 : Bust It Baby
- 2008 : Bust It Baby Pt. 2 (feat. Ne-Yo)
- 2008 : Please Excuse My Hands (feat. Jamie Foxx & The-Dream)
- 2008 : Pants Hang Low (prod. by Mannie Fresh)
- 2008 : Put It On Ya
- 2008 : Watch Dis
- 2009 : Becky
- 2009 : Plenty money
- 2009 : Chef
- 2010 : Rob Myself
- 2010 : She got it made
- 2010 : Medicine (feat. Keri Hilson)
- 2013 : Fucking or What
- 2013 : Faithful (feat. Rico Love)
- 2015 : Find You (feat. Lil Wayne & K Camp)
- 2015 : Dayum!